# 増井裕
増井 裕（ますい ひろし、1964年3月1日 - 2013年もしくは2014年）は、滋賀県出身の元騎手・元調教助手。
息子の増井一斗は宮徹厩舎所属の調教助手。競馬学校騎手課程第25期生（同期に松山弘平など）として入学予定だったが自主退学している。

## 経歴

### 1980年代
騎手候補生になる前は器械体操にいそしみ、関西団体チャンピオンの一員であった。
1983年3月5日に栗東・土門健司厩舎からデビューし、阪神第6競走4歳新馬・ストームオー（16頭中12着）で初騎乗を果たすと、同13日の阪神第7競走5歳以上1300万下・フミノアサヒで2着、3着とはハナ差の接戦を制して初勝利を挙げる  。1年目の同年は27勝（平地22勝, 障害5勝）をマークし、関西の新人賞に当たる関西放送記者クラブ賞を受賞したほか、同年から1995年まで13年連続2桁勝利を記録。
2年目の1984年には自己最多の50勝（平地47勝, 障害3勝）を挙げ、京都4歳特別では伊藤修司厩舎のノーザンテースト産駒カミカゼイチバンで2着に入り、東京優駿では「関西の秘密兵器」として5番人気に支持されたが8着に終わった。京阪杯では伊藤雄二厩舎のサニーシプレーで10番人気ながらカツラギエースの2着に入り、スワンステークスでは前年の桜花賞馬シャダイソフィアに騎乗。近走不振で猿橋重利からバトンタッチされた同馬は10番人気と人気を落としていたが、ニホンピロウイナーに7馬身離されたものの、安田記念馬ハッピープログレスを封じる2着に健闘。
3年目の1985年からは平地の騎乗に専念し、シンザン記念では16頭中12番人気のセントシーザーでライフタテヤマの2着、京都4歳特別ではグリーンアラシでランドヒリュウの2着に入る。1985年11月16日の京都第7競走4歳以上400万下・ゴッドユーティーで通算100勝を達成し、1987年には笠松で地方招待2着のダイタクチカラを父に持つダイタクロンシャンでデイリー杯3歳ステークスを制して重賞初制覇を挙げると、阪神3歳ステークスではサッカーボーイから8馬身離されたが、後方から追い込んで2着に入った。サッカーボーイに騎乗した内山正博、3着のジンデンボーイに騎乗した田面木博公と共にGI未勝利騎手の上位独占となったが、増井はGI未勝利のまま終わった。
1988年からはフリーとなり、サンキンハヤテで阪急杯を制したほか、フェアプレー賞を受賞。
1989年には10月29日の京都第2競走3歳未勝利・ノースヒルオーで200勝を達成し、阪神3歳ステークスではニチドウタロー産駒のニチドウサンダーに騎乗。道中は逃げるダイタクヘリオスを2番手でマークして4着に入ると、1990年のシンザン記念ではダイタクヘリオスを破る。皐月賞では18頭中15番人気ながら5着と健闘し、ハクタイセイ・アイネスフウジン・メジロライアンには屈したものの、コガネタイフウと共に掲示板は確保。

### 1990年代
1991年は小倉で行われた中日新聞杯で2着、同じく小倉で行われた中京記念ではレッツゴーターキン・ラッキーゲラン・メインキャスターに次ぐ4着に入る。
1994年にはエイシンテネシーで第1回香港国際ヴァーズに騎乗してレッドビショップ（フランス）の4着と健闘し、香港国際カップのフジヤマケンザン（4着）と並ぶ当時の香港国際競走の日本馬最高成績であった。香港国際ボウルではゴールドマウンテンに騎乗し、ソヴィエトライン（イギリス）・ハートレイク（アラブ首長国連邦）に次ぐ8着であった。
1995年は1月29日の小倉第5競走4歳新馬をダンスパートナーで勝利し、9月30日の京都第6競走3歳新馬・サクラエキスパートで300勝を達成。
1996年は7勝と初の1桁、1997年には自己最低の2勝に終わり、1998年4月25日の京都第2競走4歳未勝利・ラグタイムシチーで最後の勝利を挙げる。
1998年7月11日の函館第12競走4歳以上500万下・ツルミゴールド（11頭中9着）を最後に騎乗が無くなり、1999年2月28日限りで現役を引退。

### 引退後
引退後は大根田裕之厩舎の調教助手となり、カルストンライトオなどを担当。40代半ばで退職したのち、49歳の時に病気のため死去していたことが2024年になってスポーツ報知による記事で明かされた。

## 騎手成績
| 通算成績 | 1着 | 2着 | 3着 | 4着以下 | 出走回数 | 勝率 | 連対率 |
| -------- | --- | --- | --- | ------- | -------- | ---- | ------ |
| 平地     | 305 | 335 | 293 | 2980    | 3913     | .078 | .164   |
| 障害     | 8   | 6   | 10  | 35      | 59       | .136 | .237   |
| 計       | 313 | 341 | 303 | 3015    | 3972     | .079 | .165   |

### 主な騎乗馬
- ダイタクロンシャン（1987年デイリー杯3歳ステークス）
- サンキンハヤテ（1988年阪急杯）
- ニチドウサンダー（1990年シンザン記念）

その他
- コガネタイフウ
- ダンスパートナー
- エイシンテネシー
- ゴールドマウンテン